# Torfinn munnen
Torfinn munnen (Þórfinnr munnr eller Þórfinnr muðr) var en isländsk furstelovskald hos kung Olof Haraldsson i Norge. Torfinn stupade troligen i slaget vid Stiklastad år 1030.

## Levnad
Om Torfinns levnad är nästan ingenting känt. Han härstammade från norra Island, och hade en bror vid namn Tord (Þórðr), som också var hirdman hos kung Olof. I Olav den heliges saga i Heimskringla är Torfinn en av tre namngivna skalder som inför slaget vid Stiklastad utvaldes att ingå i kungens sköldborg:
«Det är sagt att när kung Olof fylkade sin här, då satte han vissa män att bilda en sköldborg som skulle stå som värn framför honom själv i slaget, och därtill utvalde han dem som var både starkast och tapprast. Så kallade han till sig sina skalder och bad dem gå in i sköldborgen. – Här skall ni stå, sade han, så att ni själva kan se allt som händer. Då behöver ni inte höra andras redogörelser utan kan själva både berätta om det och sedan dikta om det. Där var då Tormod Kolbrunarskald och Gissur gullbrå, Hovgårda-Rävs fosterfar, och den tredje var Torfinn munnen.»
Ingen av skalderna skulle komma att överleva sin kung. Torfinn och Gissur stupade båda i sköldborgen, och Tormod dog av ett pilskott när slaget var över — i varje fall om man får tro Snorre Sturlassons historieskrivning i Heimskringla. Flatöboken låter dock både Torfinn och brodern Tord överleva slaget, för att senare med egna ögon skåda ett av Olof den heliges första mirakler. Olof Haraldsson blev ju ett helgon efter sin död (något som han aldrig hade varit i livet) — och som ett tecken på detta kunde man redan första natten se ett egendomligt ljussken över kungens lik.
Därmed försvinner Torfinn "munnen" ur historien. Vare sig han fick leva eller ej, är han inte omtalad senare.

## Torfinns ålder
I Skáldatals B-version sägs att Torfinn munnen också var hirdskald hos Håkon jarl (död 995). Den uppgiften har dock betvivlats eftersom A-versionen i stället har namnet Torulf munnen (Þórólfr munnr). Jón Sigurðsson trodde att A-versionen var den riktiga, och att denne skald därför var identisk med en i övrigt okänd Torulf som nämns i Skáldskaparmál.  Finnur Jónsson såg dock inget hinder för att B-versionens uppgift skulle vara sann. I så fall bör Torfinn ha varit mellan 50 och 60 år gammal vid Stiklastad, en uppgift som kanske stöds av att Tormod Kolbrunarskald i en av sina Stiklastads-verser kallar kungens skalder för "de gamle stridsmän". Också Gissur gullbrå var ju vid tillfället i 50- eller 60-årsåldern.

## Tillnamnet
Tillnamnet "munnen" (munnr, muðr) förklarar Finnur Jónsson med att skalden kanske haft en stor och  framträdande mun. Men orsaken kan nog lika gärna ha varit att han var pratsam och ofta "lät munnen gå". Det är överhuvudtaget omöjligt att med säkerhet tolka ett tillnamn om man inte vet i vilket sammanhang det har uppstått.

## Verk
Av Torfinns diktning om Olof Haraldsson och Håkon jarl återstår i dag ingenting. Det enda som har bevarats är två lausavísur. Den ena, som citeras i Heimskringla, sägs ha diktats inför slaget vid Stiklastad; den andra, som har mytologiskt innehåll, uppges ha tillkommit på kung Olofs anmodan en gång då de båda uppehöll sig i kungens hall. På väggen hängde en vacker bonad med motiv från sagan om Sigurd Fafnesbane, och det är denna som Torfinn beskriver i sin dikt.